# Ruch Indian Amerykańskich

Flaga

Ruch Indian Amerykańskich (ang. American Indian Movement (AIM)) – współczesna panindiańska (ponadplemienna) organizacja Indian Ameryki Północnej, szczególnie aktywna i popularna w latach 70. XX w. (głośna okupacja Wounded Knee w 1973), znana z radykalnych wypowiedzi i działań swoich liderów w obronie praw tubylczych Amerykanów. Wspierała starania lokalnych społeczności tubylczych o samookreślenie i poszanowanie ich praw, mobilizowała amerykańskich Indian do walki o respektowanie historycznych traktatów z władzami, poczucie etnicznej godności i pełnię praw obywatelskich. U szczytu popularności postrzegana była jako główny reprezentant młodego pokolenia miejskich Indian i przeciwwaga dla oskarżanych o nieskuteczność starszych organizacji tubylczych w USA - zwłaszcza Krajowego Kongresu Indian Amerykańskich (NCAI). Niemal od początku osłabiana zewnętrznymi atakami i wewnętrznymi podziałami, obecnie prowadzi głównie działania lokalne i okazjonalne.

## Historia i działalność
Powstały latem 1968 roku w St. Paul i Minneapolis jako lokalna organizacja wspierająca Indian w gettach miast Minnesoty, szybko zyskał popularność i sympatyków w innych regionach kraju. Skupiający przede wszystkim młodych Indian z wielkich miast (a później także z rezerwatów) Ruch, szczególnie aktywny i znany w pierwszej połowie lat 70. XX w., spopularyzował wśród działających dotąd pokojowymi metodami Indian (Red Power) nowe – bardziej radykalne i typowe dotąd dla innych dyskryminowanych grup – formy ubiegania się o swoje prawa. AIM zaczął krytykować politykę władz w stosunku do tubylczych Amerykanów (którym zarzucał złamanie ponad 370 historycznych traktatów zawieranych przez Stany Zjednoczone z tubylczymi narodami do 1873 roku) i zachęcać Indian do rozmaitych akcji obywatelskiego nieposłuszeństwa. Organizował głośne demonstracje, okupacje państwowych obiektów i marsze protestacyjne Indian (takie jak karawany Szlaku Złamanych Traktatów do Waszyngtonu i okupacja siedziby Biura do spraw Indian (BIA) w 1972 oraz 71-dniowa okupacja miejsca historycznej masakry nad Wounded Knee w rezerwacie Pine Ridge w 1973) oraz prowadził aktywną działalność społeczno-polityczną, edukacyjną i kulturalną w zamieszkanych przez indiańskie społeczności regionach USA i (w mniejszym stopniu) Kanady.
Szczególny rozgłos przynosiły Ruchowi spektakularne akcje protestacyjne i kwieciste wystąpienia publiczne jego głośnych wówczas (i po części obecnie) przywódców. Dennis Banks (jeden ze współzałożycieli AIM, obecnie także szef fundacji organizującej tzw. Święte Biegi), Russell Means (od lat także aktor i libertariański polityk), John Trudell (poeta i aktor), Floyd Westerman (aktor i muzyk country), bracia Vernon i Clyde Bellecourt (znani od lat w Minneapolis liderzy tzw. National AIM), Ward Churchill (radykalnie lewicujący profesor Uniwersytetu Kolorado z tzw. Autonomous AIM), Leonard Peltier (działacz, po kontrowersyjnym procesie – od ponad 30 lat w więzieniu) czy Anna Mae Aquash (zamordowana w niewyjaśnionych do końca okolicznościach w 1975) to tylko niektórzy z bardziej znanych w przeszłości – i nierzadko aktywnych do dziś – działaczy AIM i uczestników życia publicznego w USA.
Działania członków Ruchu obejmowały m.in. żądania respektowania tubylczych praw do samookreślenia, suwerenności, ziemi i jej bogactw (nowe ustawodawstwo, spór o Góry Czarne), starania o poszanowanie tubylczych kultur, religii, świętych miejsc i przedmiotów (restytucja indiańskich szczątków i artefaktów z muzeów), zwalczanie antyindiańskich postaw, stereotypów i uprzedzeń (zwalczanie przejawów dyskryminacji, wspieranie tubylczych więźniów, starania o zmianę fałszywego wizerunku Indian w filmie i literaturze), walkę z nadużywaniem i komercjalizacją elementów tubylczych kultur i religii (karykaturalne maskotki, obraźliwe dla Indian nazwy, produkty i imprezy), przybliżanie młodemu pokoleniu Indian dawnych tubylczych tradycji (organizowanie "szkół przetrwania", odrodzenie "Tańców Słońca") a nie-Indianom - specyfiki tubylczego sposobu widzenia świata (zob. Vine Deloria Jr.) i praw ludów tubylczych (także na arenie międzynarodowej, np. na konferencjach pod auspicjami ONZ w Genewie i Nowym Jorku).

## AIM dziś
Głośne i nierzadko skuteczne - zwłaszcza na przełomie lat 60. i 70. XX w. - działania AIM spowodowały ożywienie społecznej aktywności i dumy z własnego pochodzenia oraz kulturowe odrodzenie i społeczny awans wielu amerykańskich Indian (powroty do indiańskich rezerwatów, obrzędów i języków). Przyczyniły się także do wielu uwzględniających indiańskie postulaty zmian w polityce władz federalnych, stanowych i lokalnych (zmiany w prawie i praktyce jego stosowania) oraz do stopniowego odchodzenia od marginalizacji tubylczych społeczności i stałego wzrostu świadomości społecznej Amerykanów w zakresie historii, kultury, aktualnych problemów i aspiracji współczesnych Indian.
Jednocześnie członkowie AIM krytykowani byli (i bywają nadal) m.in. za utrudniający osiąganie kompromisów radykalizm poglądów, retoryki i działań, przypadki dążenia do realizacji celów z naruszeniem prawa i użyciem przemocy (starcia z policją, okupacje, posługiwanie się bronią - tzw. sprawa Leonarda Peltiera), niereprezentowanie bardziej tradycyjnej części Indian z rezerwatów, nadmierny indywidualizm i żądzę sławy liderów, wewnętrzne spory w Ruchu i jego zbliżenie do skrajnej lewicy i ruchów antyglobalistycznych.
AIM - w przeszłości jedna z największych i najbardziej popularnych organizacji tubylczych w Ameryce Północnej, przez pewien czas ciesząca się także sporą sympatią społeczną w kraju i za granicą - z upływem czasu była coraz bardziej atakowana z różnych stron (z powodu zagrażania porządkowi społecznemu, bądź za radykalizm, czasem przez władze, a czasem przez niektóre środowiska tubylcze) i nękana wewnętrznymi sporami o strategię, taktykę i przywództwo Ruchu. Od wielu lat podzielona i osłabiona, jest dziś jedną z licznych - choć obrosłą szczególną legendą - niewielkich organizacji tubylczych w Stanach Zjednoczonych. Ostatnio jej działalność ogranicza się zwykle do inicjatyw lokalnych i okazjonalnych (protesty przeciwko przypadkom łamania praw Indian, bezrefleksyjnym obchodom Dnia Kolumba i Święta Dziękczynienia, karykaturalnym indiańskim maskotkom, itp.) oraz efektownych - choć nie zawsze efektywnych - wystąpień części historycznych liderów Ruchu.